# Sero

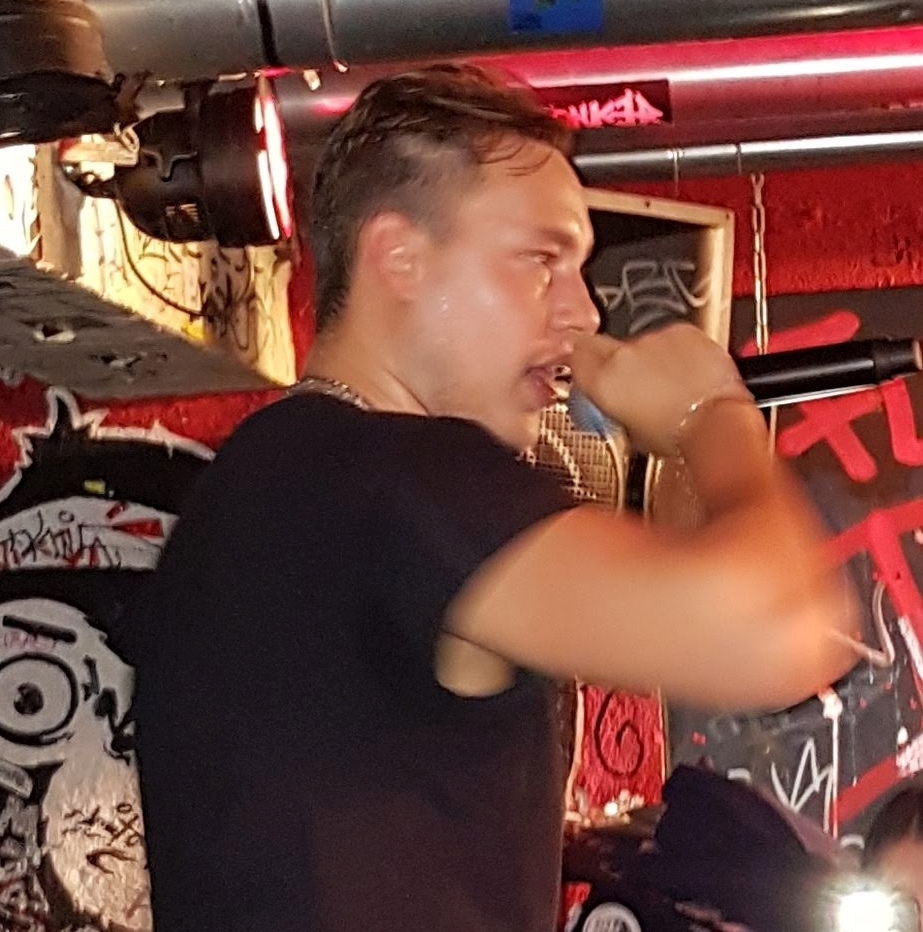
Sero (2018)

Sero (* 28. Januar 1992 als Stefan Hergli in Berlin-Schöneberg) ist ein deutscher Rapper.

## Leben
Sero ist der Sohn einer Deutschen und eines Tunesiers und wuchs in Berlin-Schöneberg auf. Nach dem Abitur, das er mit der Note 1,0 abschloss, studierte er Psychologie, Regie und Wirtschaftsingenieurwesen, beendete jedoch keinen dieser Studiengänge.
Das Freestylen und Rappen brachte er sich selbst bei und erhielt über eine 3-Track-Demo einen ersten Plattenvertrag bei dem Musiklabel Four Music. Im Juli 2016 veröffentlichte er den Song Holy. Im Vorfeld seines ersten Albums wurde im Frühjahr 2017 die Auskopplung Sushi veröffentlicht.
Auf dem Album One and Only wird er beim Song Trigger von Avelina Boateng, der Schwester von Jérôme Boateng begleitet, die auch in der Hauptrolle im Musikvideo zu seinem Song Temperamento zu sehen ist. Im August 2018 erschien seine EP Sweet-Tape, im Oktober 2018 eine weitere namens Raw-Tape. Die EP Stormy wurde im August 2019 veröffentlicht. Das zweite Album Regen erschien im November 2020.
Neben seiner Musikkarriere ist Sero auch als Schauspieler aktiv und gab 2020 in einer Episode der Fernsehreihe Tatort an der Seite von Axel Milberg und Almila Bagriacik sein Schauspieldebüt. In der Folge Borowski und der Fluch der weißen Möwe spielt er einen jungen Polizisten und steuert zudem auch den Titelsong Fliegen bei, den er zusammen mit Hauptdarstellerin Almila Bagriacik aufgenommen hat.

## Diskografie
Alben 
- 2017: One and Only (Four Music)
- 2018: RAW Tape (Gold)
- 2020: road to rain
- 2020: Regen (Four Music)
- 2021: Hello Darkness
- 2022: Mondlicht

EPs 
- 2018: Sweet-Tape
- 2018: Raw-Tape
- 2019: Stormy

Singles
- 2017: Future
- 2017: Holy
- 2017: Sushi
- 2017: Aye Que Rico
- 2018: Erdbeeren
- 2018: Temperamento (mit Paula Douglas, DE: Gold)
- 2018: Halo
- 2018: Bang Bang
- 2018: Nuit Blance
- 2018: Saint
- 2018: Temperamento (Remix, mit Nura)
- 2019: Speed of Light
- 2019: Vertigo
- 2019: Confessional
- 2019: Scorpio
- 2019: Himmel (mit Tiavo)
- 2019: Psycho
- 2020: Regen – Prolog
- 2020: Fliegen (mit Almila)
- 2020: City of Angels (Sero Remix, mit 24kGoldn)
- 2020: Vermisst (#12 deutsche Single-Trend-Charts am 17. Juli 2020[7])
- 2020: Wegen Dir
- 2020: Regen im Sommer
- 2020: Im Dunkeln
- 2020: Im Dunkeln – Remix
- 2020: Untergehen
- 2020: Rage
- 2021: Wand
- 2021: Mond
- 2021: Liebe 404 (mit Alexa Feser)

## Filmografie
- 2020: Tatort – Borowski und der Fluch der weißen Möwe

## Auszeichnungen für Musikverkäufe
Anmerkung: Auszeichnungen in Ländern aus den Charttabellen bzw. Chartboxen sind in ebendiesen zu finden.
| Land/RegionAuszeichnungen für Musikverkäufe (Land/Region, Auszeichnungen, Verkäufe, Quellen) | Gold  | Platin | Verkäufe | Quellen           |
| -------------------------------------------------------------------------------------------- | ----- | ------ | -------- | ----------------- |
| Deutschland (BVMI)                                                                           | Gold1 | —      | 200.000  | musikindustrie.de |
| Insgesamt                                                                                    | Gold1 | —      |          |                   |